# SPIRAL (pool bit boysの曲)
「SPIRAL」（スパイラル）は1997年12月3日にリリースされたpool bit boysの1stシングル。発売元はavex tune。

## 概要
テレビ東京系バラエティ『ASAYAN』のエンディングテーマとして使用された。
デビュー・シングルでオリコン初登場20位となり、累計売上は6.1万枚（オリコン調べ）を記録。
ギタリストの是永巧一が参加。

## 収録曲
全曲　作詞：井上秋緒　作曲・編曲：浅倉大介
1. SPIRAL
2. SPIRAL（p.b.boys two-way mix）
3. SPIRAL（Instrumental）

## 収録アルバム
- 『POOL BIT BOYS』
- 『best18/hp』